# Landersfjorden
Landersfjorden (nordsamisk: Lánavuotna) er en fjordarm af Laksefjorden i Lebesby kommune i Finnmark fylke i Norge. Fjorden går fem kilometer mod syd til Issatgohppi i enden af fjorden.
Fjorden har indløb mellem Brattholmen i vest og Sommarvikneset i øst. Syd for Brattholmen går Storfjorden mod syd. Det er et par små bebyggelser længst mod syd i fjorden. Fjorden er 187 meter på det dybeste, midtfjords ved mundingen. 
Fylkesvej 98 går langs sydøstsiden af fjorden.